# A2 (cohete)
El A2 es un cohete alemán de pruebas, construido en 1934, en cuyo diseño participó Wernher von Braun. Con él se hizo el primer vuelo de prueba de toda una familia de cohetes cuyo desarrollo llevaría a la creación del V2, el primer misil balístico del mundo.
Se construyeron dos A2, a los que llamaron Max y Moritz. Ambos funcionaron bien en las pruebas.
El propulsante estaba formado por 35 kg de oxígeno líquido y un 75% de alcohol, inyectados a presión en la cámara de combustión y que se consumían en 16 segundos. La presión en el momento del lanzamiento alcanzaba los 18 bar en el despegue (produciendo un empuje de 320 kilopondios), bajando a los 14 bar durante la combustión (y bajando el empuje correspondientemente a 240 kilopondios). La presión dentro de la cámara de combustión era de 9,2 bar.
El volante de inercia usado para estabilizar el cohete fue desplazado a la zona entre los tanques de propelente en lugar de ponerlo en el morro, como en el A1.

## Características
- Empuje: 3,0 kN
- Masa: 107 kg
- Diámetro: 0,31 m
- Longitud: 1,61 m
- Altitud máxima: 3,50 km